# Red Dead Revolver
Red Dead Revolver er et western third-shooter videospil til PlayStation 2 og Xbox. Red Dead Revolver begyndte at udvikle sig i Capcom, men projektet skiftede ejer i 2002 da den blev halv udfyldt af Rockstar Games i San Diego. Spillet havde sin premiere i juni 2004, og mange videospil blade gav Red Dead Revolver en score mellem 8 / 10 til 9 / 10, som er meget godt.
Hovedpersonen synes at være en sammenlægning af forskellige Clint Eastwood -inspirerede figurer fra diverse film, primært Mand with No Name karakter, med hvem han deler mange lignende træk. Spillet gengiver en " kornet film "effekt og bruger musik fra forskellige Spaghetti Western film, også komponeret af Ennio Morricone.
Spillets hovedperson er Red Harlow, søn af Nate Harlow og Falling Star, et medlem af Red Wolf Race. Hans forældre blev dræbt, da han var ung af oberst Daren, næstkommanderende for General Diego, således at General kunne have Nate's guld.
Da Red vokser op, begynder han at søge hævn for drabet af hans forældre. Han støttes af Jack Swift (en engelsk duellant), Annie Stoakes (en rancher berøvet af guvernør Griffin), Red's Native American fætter Shadow Wolf, og en African American soldat fra den amerikanske hær kun kendt som Buffalo Soldier.